# Ентони Хоровиц
Ентони Хоровиц (енгл. Anthony Horowitz; Стенмор, Уједињено Краљевство, 5. април 1955) један је од најпопуларнијих дечјих писаца, чије се књиге продају у многим земљама широм света.
Британски министар културе назвао је господина Хоровица „не тако тајним оружјем како би се дечаци мотивисали да читају“. Написао је преко педесет књига, а такође је адаптирао и многобројне серије о Херкулу Поаpоу које су базиране на романима Агате Кристи. Овај свестрани писац из северног дела Лондона своје романе објављује још од своје двадесет треће године, мада његова права популарност наступа тек пошто писац залази у четрдесете, и то захваљујући појави Алекса Рајдера – дечака шпијуна. Романи из серије о Алексу Рајдеру су редовно на врху топ листи „Њуројк Тајмса“, а продати су у преко дванаест милиона примерака широм света. Дела господина Хоровица преведена су на више од двадесет и осам језика. Он је један од најсвестранијих уметника Велике Британије, с обзиром на број жанрова у којима се доказао: белетристика, журналистика, писање сценарија за телевизију, позориште, филм и др.

## Детињство
Рођен је у северном делу Лондона, а неки кажу да је његово детињство личило на неки Дикенсов роман или пак на причу браће Грим. Одгојен је у богатој породици где су га углавном чувале гувернанте, а део пишчеве свакодневице били су такође послуга, шофери... За Хоровицове родитеље би се могло рећи да су били помало ексцентрични. О томе најбоље можда сведочи податак да му је мајка једном приликом за рођендан поклонила људску лобању. Хоровиц иначе каже да је већ са осам година био свестан чињенице да ће се сигурно бавити писањем. На првом месту зато што, како сам писац засигурно иронично истиче, „није имао талента ни за шта друго“. Први комад написао је са девет година, док је свој први строго литерарни рад, Злокобна Тајна Кредерика К. Бауера објавио са свега двадесет и две године. Писац истиче да је још као дете желео да креира лик дечака тинејџера који спасава свет који би га макар у машти одвео из учмале атмосфере строге приватне школе.

## Зрело доба и породични живот
Хоровиц живи у централном Лондону са својом женом Џил Грин која је телевизијски продуцент, и двојицом својих синова – Касијаном и Николасом. Његова читава породица је укључена у креативни процес, па је тако супруга Џил продуцирала Хоровицов сценарио за комад „Фојлов Рат“ који је 2003. године добио Лу Грејд награду. Син Касијан се већ опробао и доказао у неколико глумачких рола, док му Николас помаже у истраживању и прикупљању материјала и идеја за своје радове. Мушки део породице као хоби практикује роњење, сноубординг и сурфовање.

## Књижевна дела
Ентони Хоровиц један је од најплоднијих и најуспешнијих писаца Британије. Јединствен је и препознатљив пре свега због свог изражавања кроз најразличитије медије. Ентони је написао преко тридесет и пет књига, а у његовом књижевном опусу свакако посебно место заузима серија књига о Алексу Рајдеру, дечаку шпијуну, која је 2006. године адаптирана за филм који је касније приказиван широм света. Процењено је да је у свету продато преко тринаест милиона копија овог авантуристичког романа. Осим као дечји писац, Ентони је стекао бројна признања и као писац књига за одрасле. „Конан Дојл Естејт” и „Орион Букс”, направили су наруџбину како би Хоровиц написао нови роман о славном лику Артура Конана Дојла - Шерлоку Холмсу. Новембра 2011. године објављен је роман Кућа од свиле о поменутом Дојловом јунаку који је једногласно проглашен насловом јесени поменуте године. Тренутно ради са Стивеном Спилбергом и Питером Џексоном на наставку анимиране авантуре Тинтин.

## Занимљивости о писцу
- Ентони Хоровиц почиње да пише инспирисан ликом Тинтина
- Пропутовао је сва места где путовао и Тинтин (осим на Месец додуше)
- Материјал за своја дела прикупља на веома необичне, а понекад и опасне начине: од освајања врхова Анда, па све до залажења у озлоглашене квартове Хонгконга
- Са својом супругом се венчао у Хонгконгу. Како не говори кинески, није разумео нити једну реч при самом чину церемоније
- Провео је годину дана у Аустралији радећи као каубој[2]